# Slipstream (litterär genre)
| Slipstream |
| --- |
| Bruce Sterling, som myntade genrebegreppet slipstream. - Betydelse – realistisk litteratur med icke-realistiska inslag - Bakgrund – 1989, myntad av Bruce Sterling - Inspiration – Jorge Luis Borges, Franz Kafka, Thomas Pynchon - Exempel – Jennifer Egan, Kelly Link |

Slipstream (uttal: ['slipstri:m], efter engelska) är en litterär term, myntad 1989 av författaren Bruce Sterling. Begreppet används för att kategorisera litterära verk som för in olika slags icke-realistiska inslag (som fantasy, science fiction eller surrealism) i annars realistiska skildringar från nutiden eller en historisk miljö. Begreppet kan komma från att de två berättarteknikerna (berättelseströmmarna) glider (slips) in i varandra.
Begreppet har fått inspiration från författare som J.G. Ballard, Jorge Luis Borges, Italo Calvino, Franz Kafka och Thomas Pynchon. Nutida författare som verkat inom denna genre finns John Crowley, Jennifer Egan, Kelly Link. Bland svenska namn finns Lars Jakobson (inklusive hans I den röda damens slott).
Enligt Sterlings definition av slipstream har den vidare ramar och en starkare koppling till den moderna kulturen än (traditionell) science fiction. Verk inom denna genre handlar då mer om att tolka världen vi lever i på ett nytt sätt än om att skapa nya världar. Fler exempel på litteratur som Sterling definierar som tillhörande slipstream är Kathy Ackers Empire of the Senseless, Isabel Allendes Andarnas hus, Kingsley Amis The Green Man, Margaret Atwoods Tjänarinnans berättelse, Paul Austers Stad av glas, William Burroughs Den nakna lunchen, Max Frischs Homo faber, Doris Lessings Det femte barnet, Norman Mailers Fjärran nätter, Gabriel García Márquez Hundra år av ensamhet, Toni Morrisons Älskade och Salman Rushdies Satansverserna.